# Endiandra firma
Endiandra firma är en lagerväxtart som beskrevs av Christian Gottfried Daniel Nees von Esenbeck. Endiandra firma ingår i släktet Endiandra och familjen lagerväxter. Inga underarter finns listade i Catalogue of Life.